# Farvernes kildevæld
Farvernes kildevæld er en dansk eksperimentalfilm fra 1990, der er instrueret af Flemming Brantbjerg.

## Handling
Så tæt på kilden er den hoppende, dansende farvestrøm, at ingen figurer eller former kan fastholdes. Rystelsen over skabelsen er så stor, at bevægelsens jubel kun antyder, ikke fastholder, de mulige former og figurer. Bevægelse er en fundamental livsytring, bevægelse for sin egen indre nødvendigheds skyld. Tæt på skabelsen anes i billedstrømmen: Kaos - den dans hvoraf alting er.